# Alchemilla humilicaulis
Alchemilla humilicaulis é uma espécie de rosácea do gênero Alchemilla, pertencente à família Rosaceae.